# Hyperolius rhodesianus
Hyperolius rhodesianus és una espècie de granota de la família dels hiperòlids que viu a Zimbàbue i, possiblement també, a Botswana i Zàmbia.